# Bockwurst

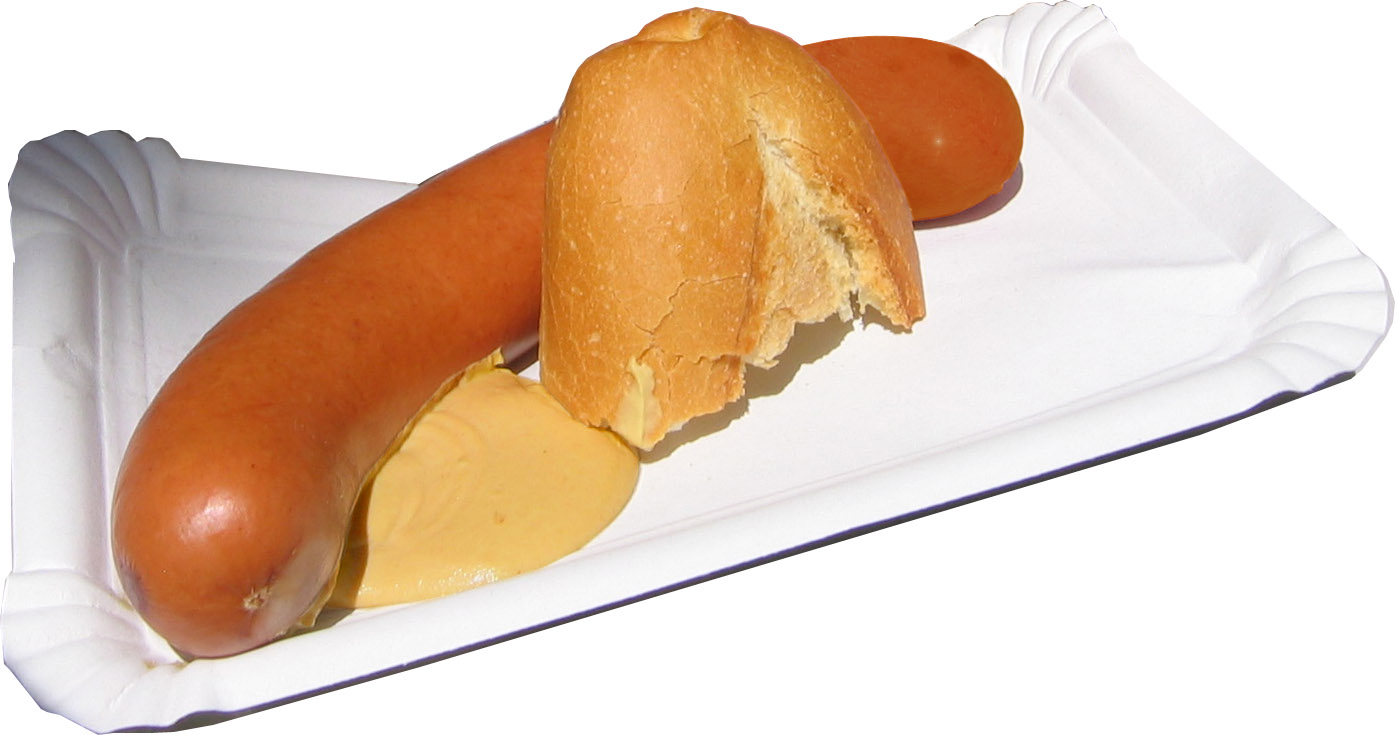

La Bockwurst est une saucisse légèrement fumée d’origine allemande inventée en 1889 à Berlin par le restaurateur R. Scholtz. Elle figure parmi les variétés de saucisses les plus populaires en Allemagne et s’exporte.

## Ingrédients
Les ingrédients traditionnels sont la viande de porc. Une Bockwurst contient généralement davantage de porc, contrairement aux saucisses Bratwurst (de), qui peuvent également contenir une majorité de viande de veau (Kalbsbratwürstchen). Le Codex alimentaire allemand spécifie que la viande de porc et le lard sont les matières premières. L'ajout de viande bovine est autorisé et contribue à augmenter la consistance et la mâche. Pendant la production, la Bockwurst est fumée dans une fumée chaude pendant environ 30 à 60 minutes avant d'être bouillie.
Dans le nord de l’Allemagne, il existe des Bockwurst au poisson.

## Préparation
La Bockwurst peut être cuite à la vapeur ou grillée. Elle est consommée le plus souvent accompagnée de bière Bock et de moutarde.